# Söderströmmen
Söderströmmen är ett sund i Finland. Det ligger i landskapet Österbotten, i den västra delen av landet, 400 km nordväst om huvudstaden Helsingfors.
Söderströmmen är sundet mellan Bergö i Malax och Bredskäret i Korsnäs. Den ansluter till Bergöfjärden i öster och Mellan Stenarna och Ön i väster. Bergö har vägförbindelse genom en vägfärja över Söderströmmen.